# Einat Yaron
Einat Yaron (11 de noviembre de 1973) es una deportista israelí que compitió en judo. Ganó una medalla de bronce en el Campeonato Europeo de Judo de 1995 en la categoría de –56 kg.

## Palmarés internacional
| Campeonato Europeo | Campeonato Europeo       | Campeonato Europeo | Campeonato Europeo |
| Año                | Lugar                    | Medalla            | Categoría          |
| ------------------ | ------------------------ | ------------------ | ------------------ |
| 1995               | Birmingham (Reino Unido) | Medalla de bronce  | –56 kg             |